# Brenda Milner
Brenda Milner (Manchester, 15 de julho de 1918) é uma neuropsicologista canadense, que contribuiu extensamente para a pesquisa literária sobre vários tópicos na área da neuropsicologia clínica, referenciada algumas vezes como "a fundadora da neuropsicologia".
Foi eleita membro da Royal Society em 1979.